# Mildred Scheel

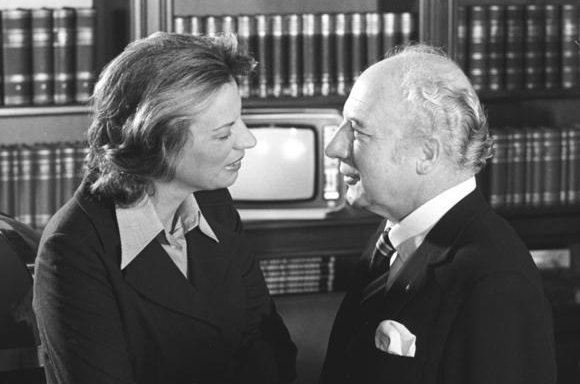
Mildred och Walter Scheel.

Mildred Anna Maria Therese Scheel, född Wirtz 31 december 1932 i Köln, död 13 maj 1985 i Köln, var en tysk läkare och grundare av Deutsche Krebshilfe, den tyska cancerhjälpen. Hennes sociala engagemang, och hennes ställning som hustru till Tysklands förbundspresident Walter Scheel gav henne högt anseende. 
Hon var tredje barnet till röntgenläkaren Hans-Hubert Wirtz och hans amerikanska hustru Elsie, född Brown. Familjen lämnade Köln 1944 och flyttade till Amberg, där hennes faster bodde. Efter studentexamen 1950 i Amberg studerade hon medicin i München, Innsbruck och Regensburg. Hon fick därefter arbete som assisterande röntgenläkare i München. År 1967 träffade hon där sin blivande man och den 18 juli 1969 gifte de sig. Walter Scheel blev i oktober samma år utrikesminister.
Med valet av Walter Scheel till president den 15 maj 1974 började ett mer offentligt liv för familjen. I  Elly Heuss-Knapps och Wilhelmine Lübkes efterföljd valde Mildred Scheel att ägna sig åt sociala frågor och folkhälsofrågor. Den 5 september 1974 grundade hon Deutsche Krebshilfe e. V. Hon dog av cancer 1985 och är begravd på Alter Friedhof i Bonn.
Mildred Scheel var konstnärligt engagerad och flera konstnärer har också avbildat henne. Bland annat finns ett silkscreen-porträtt signerat Andy Warhol, en bronsbyst av Kurt Arentz och en medalj av Hermann Schardt.
En gata i München i stadsdelen Schwabing-West är uppkallad efter henne. Ett hus i Dresden, Mildred-Scheel-Haus, och en yrkesskola i Solihull samt en gymnasieskola i Neuss bär även hennes namn. 